# 애크로이드 살인 사건

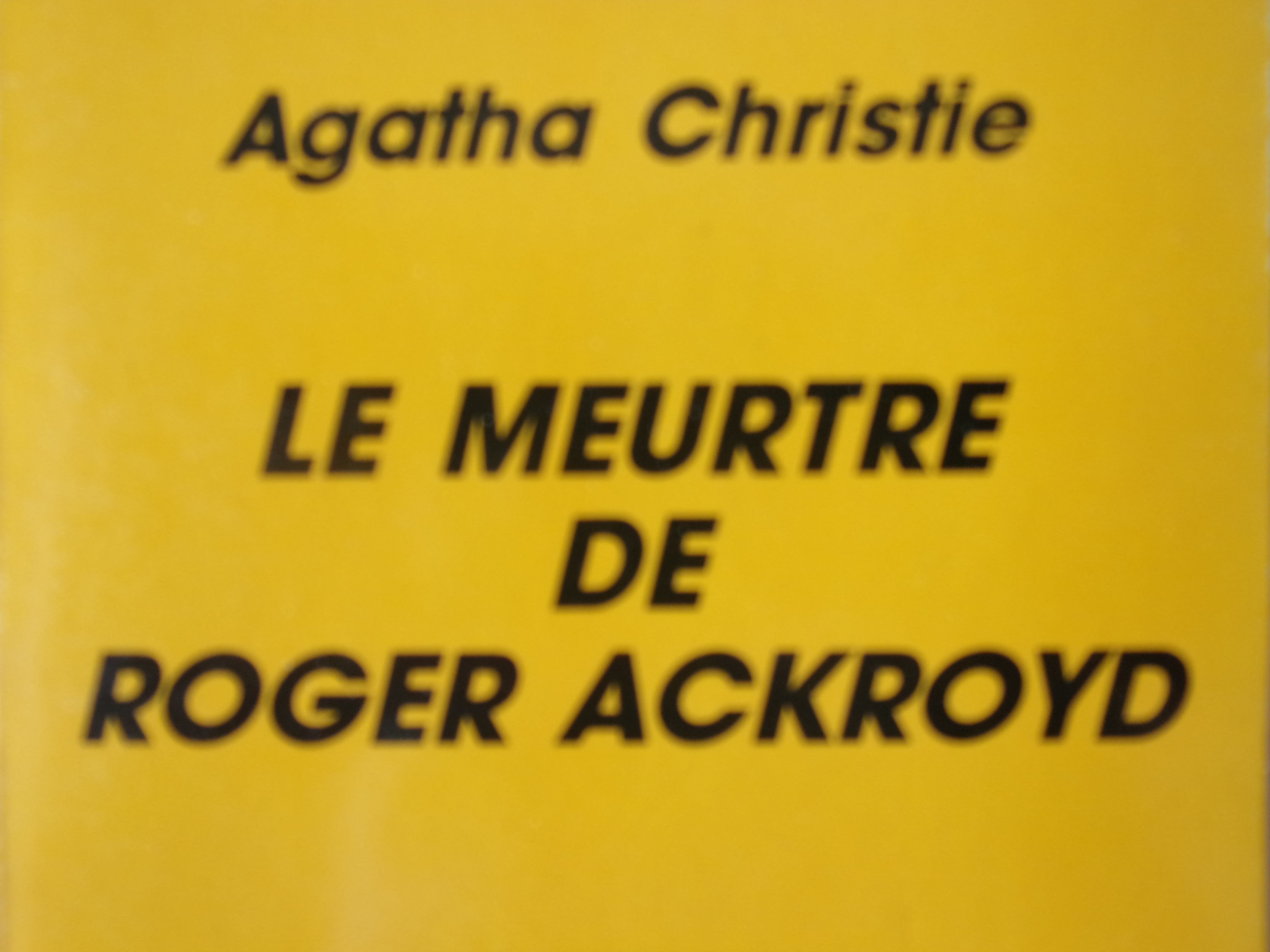

《애크로이드 살인사건》(영어: The Murder of Roger Ackroyd)은 애거서 크리스티의 여섯 번째 작품으로, 발표 당시 '보이지 않는 범인' 논쟁을 불러일으킨 화제작이다. 의외의 범인과 역대급 반전 및 트릭, 결말로 독자를 속였다는 비난이 있었으나, 1972년에 작가 자신이 뽑은 베스트 10에 선정되는 등 애거사 크리스티의 대표작으로 자리매김한 작품이기도 하다.

## 줄거리
작고 평화로운 마을에서 아름다운 미망인이 심장마비로 숨지는 사건이 발생한다. 그녀의 죽음을 둘러싼 추문이 돌기 시작하고, 그녀의 약혼자이자 마을의 지주인 로저 애크로이드에게 그녀가 죽기 직전 보낸 편지가 배달된다. '회색 뇌세포(The Little Gray Cells)' 에르퀼 푸아로는 주변 인물들을 차례차례 용의선상에 올리며 수사를 시작하는데...
화자는 셰퍼드 박사로 의사이며, 헤이스팅스 역할을 대신한다.

## 실사 영화&드라마
- 영화 아리비 (1931, 영국)
- 드라마 쿠로이도 살인 사건 (2018, 일본)

## 같이 보기
- 르 몽드가 선정한 세기의 도서 100권